# Are You Serious
Are You Serious è il decimo album in studio da solista del cantautore statunitense Andrew Bird, pubblicato nel 2016.

## Tracce
Are You Serious
1. Capsized – 3:40
2. Roma Fade – 4:03
3. Truth Lies Low – 5:28
4. Puma – 3:31
5. Chemical Switches – 3:23
6. Left Handed Kisses (featuring Fiona Apple) – 3:14
7. Are You Serious – 3:39
8. Saints Preservus – 3:48
9. The New Saint Jude – 4:10
10. Valleys of the Young – 5:33
11. Bellevue – 2:02

Edizione deluxe (Tracce bonus)
1. Shoulder Mountain – 3:32
2. Pulaski – 4:02

## Boxset
Il disco è stato diffuso anche in formato boxset con l'aggiunta di un 10":
Are We Not Burning? The Devolution of Capsized
1. Trimmed and Burning – 1:26
2. Venetian Bedmaker – 1:08
3. Dying Beds – 1:07
4. Jackson Bedmaker – 1:20
5. Capsized – Sound City Version – 2:22